# Basznia Górna
Basznia Górna est une localité polonaise de la gmina et du powiat de Lubaczów en voïvodie des Basses-Carpates.